# Biotopo Palude della Volpe
Biotopo Palude della Volpe este o arie protejată (arie specială de conservare — SAC, sit de importanță comunitară — SCI) din Italia întinsă pe o suprafață de 4,04 ha, integral pe uscat.

## Localizare
Centrul sitului Biotopo Palude della Volpe este situat la coordonatele 46°30′11″N 11°14′20″E / 46.503°N 11.2389°E.

## Înființare
Situl Biotopo Palude della Volpe a fost declarat sit de importanță comunitară în aprilie 2002 pentru a proteja 1 specie de plante și 9 specii de animale. Situl a fost protejat și ca arie specială de conservare în noiembrie 2016.

## Biodiversitate
Situată în ecoregiunea alpină, aria protejată conține 4 habitate naturale: Lacuri eutrofice naturale cu vegetație de tip Magnopotamion sau Hydrocharition, Pajiști cu Molinia pe soluri calcaroase, turboase sau argilos-nămoloase (Molinion caeruleae), Păduri aluvionare cu Alnus glutinosa și Fraxinus excelsior (Alno-Padion, Alnion incanae, Salicion albae), Liziere de ierburi înalte hidrofile de câmpie și de nivel montan până la alpin.
La baza desemnării sitului se află mai multe specii protejate:
- plante (1): moșișoare (Liparis loeselii)
- păsări (6): pescăruș albastru (Alcedo atthis), rață mare (Anas platyrhynchos), egretă mare (Ardea alba), buhai de baltă (Botaurus stellaris), sfrâncioc roșiatic (Lanius collurio), viespar (Pernis apivorus)
- mamifere (1): liliac cârn (Barbastella barbastellus)
- nevertebrate (1): Vertigo angustior
- pești (1): Cobitis bilineata

Pe lângă speciile protejate, pe teritoriul sitului au mai fost identificate 23 de specii de plante, 8 specii de păsări, 3 specii de amfibieni, 4 specii de mamifere, 1 specie de reptile.